# ایوانوفکا (شهرستان خایبولینسکی، باشقیرستان)
ایوانوفکا (انگلیسی: Ivanovka, Khaybullinsky District, Republic of Bashkortostan) یک شهرک در شهرستان خایبولینسکی استان باشقیرستان کشور روسیه است.